# Świstkowate
Świstkowate, żaby południowe (Leptodactylidae) – rodzina płazów z rzędu płazów bezogonowych (Anura).

## Zasięg występowania
Rodzaj obejmuje gatunki występujące w Ameryce Południowej, Środkowej, południowej Ameryce Północnej i na wyspach Morza Karaibskiego.

## Charakterystyka
Świstkowate budują pieniste gniazda. Opiekują się kijankami.

## Podział systematyczny
Do rodziny należą następujące podrodziny:
- Leiuperinae Bonaparte, 1850
- Leptodactylinae Werner, 1896
- Paratelmatobiinae Ohler & Dubois, 2012

oraz takson o niepewnej pozycji systematycznej i niesklasyfikowany w żadnej z podrodzin:
- „Leptodactylus” ochraceus Lutz, 1930

Analiza filogenetyczna przeprowadzona przez Granta i współpracowników (2006) wskazywała, że przedstawiciele Leiuperinae nie są szczególnie blisko spokrewnieni z pozostałymi taksonami zaliczanymi do świstkowatych; z analizy tej wynikało, że Leiuperinae są bliżej spokrewnione m.in. z drzewołazowatymi i ropuchowatymi. Na tej podstawie Grant i współpracownicy podnieśli Leiuperinae do rangi odrębnej rodziny Leiuperidae. Późniejsza analiza Pyrona i Wiensa (2011) potwierdziła jednak przynależność Leiuperinae do świstkowatych; z ich analizy wynika, że Leiuperinae są bliżej niż Leptodactylinae spokrewnione z Paratelmatobiinae, a wymienione trzy podrodziny tworzą klad, do którego nie należą żadne inne płazy bezogonowe.